# Carmina Ganyet i Cirera
Carmina Ganyet i Cirera  (Tàrrega, 1968) és una executiva i directiva empresarial catalana, directora general corporativa de la societat immobiliària cotitzada Colonial. Ha tingut un paper rellevant en l'impuls de la sostenibilitat financera dins de la companyia, destacant en la transformació del deute en circulació en bons verds i en l'emissió de nou finançament sota aquest format. Sota la seva direcció, Colonial s'ha posicionat com una empresa pionera en sostenibilitat dins de l’Ibex 35, amb reconeixements d’entitats com l’agència Moody’s i l’organisme internacional CDP («Carbon Disclosure Project»), vinculat al procés de descarbonització econòmica.
Ganyet va iniciar la seva trajectòria professional a Arthur Andersen i posteriorment va ser responsable de control de gestió i inversió a CaixaHolding (Criteria). L’any 1999, va liderar la sortida a borsa de Colonial, fet que la va situar en posicions de responsabilitat dins de l’empresa, especialment en l’àmbit financer. Abans d’assumir el càrrec de directora general, va exercir com a directora financera de Colonial.
És llicenciada en Econòmiques i Administració d’Empreses per la Universitat Autònoma de Barcelona i té un postgrau a ESADE. Forma part del consell d’administració de Repsol com a consellera independent, on també integra el Comitè d’Auditoria i el Comitè de Nomenaments. A més, és consellera dominical de Fluidra des de 2024, dins la renovació del seu consell d’administració.
Participa en diversos òrgans de govern i entitats, entre els quals destaquen la Junta Directiva del Cercle d’Economia, on exerceix com a tresorera, la Junta d'Esade Alumni, el Club Immobiliari, el comitè executiu d’ULI-Barcelona, el patronat de la Universitat Ramon Llull i la Comissió Executiva de Barcelona Global. També és fundadora de l’Espai Vicens Vives.
La seva trajectòria ha estat marcada per la conciliació entre la vida professional i personal, especialment durant el procés de reestructuració de Colonial en un context econòmic complex.
El 2025 va ser inclosa a la llista de les 100 dones més influents de Catalunya segons la revista Forbes.